# Chaczparr
Chaczparr – wieś w Armenii, w prowincji Ararat. W 2011 roku liczyła 2049 mieszkańców.